# Télègue
Ne doit pas être confondue avec Telega, une commune de Roumanie.

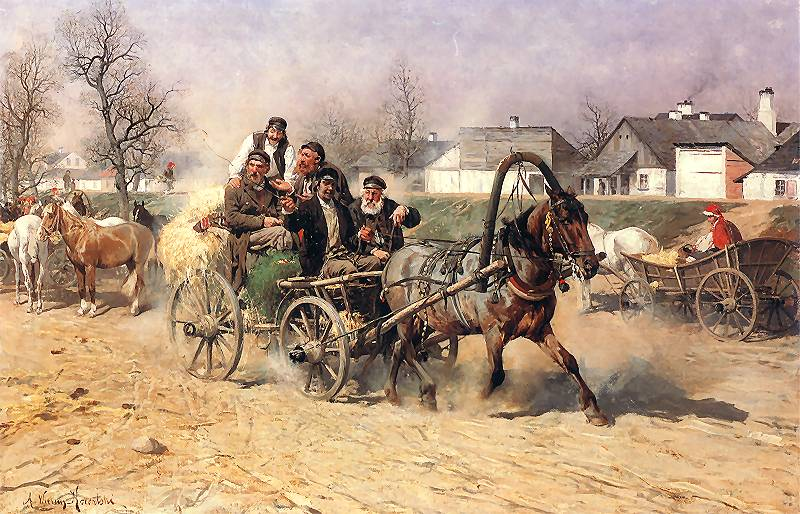
Retour du marché, d'Alfred Wierusz-Kowalski (1880).

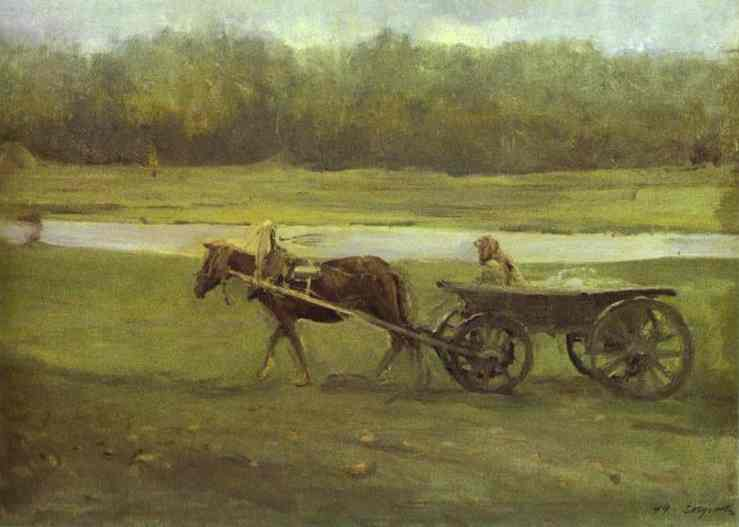
Paysanne en télègue, de Valentin Serov (1896, Musée russe de Saint-Pétersbourg).

Une télègue, telega ou téléga (en russe : телега) est une petite charrette basse à quatre roues sans suspension et le plus souvent sans bâche que l'on trouve dans le monde russe (espace de l'ancien Empire russe comprenant aussi une partie de la Pologne, la Lituanie et la Biélorussie actuelles, ainsi que l'ancienne Livonie, la Courlande, etc.), surtout au sud et au sud-ouest de cet espace (anciennes Petite Russie, Nouvelle Russie et Russie méridionale). Elle a surtout été utilisée du XVIe au XXe siècle, mais son emploi subsiste de nos jours dans des régions rurales. Elle est tirée par un ou plusieurs chevaux, plus rarement par des bœufs, buffles ou mules. Elle peut supporter une charge de moins de 700 kilogrammes.
La télègue est faite traditionnellement de planches de bois avec des roues en bois ; aujourd'hui les roues sont souvent munies de pneus. Les deux roues avant sont le plus souvent plus petites que les roues arrière.
La télègue est abondamment décrite dans la littérature russe du XIXe et du début du XXe siècle, et aussi mentionnée par Alexandre Dumas dans le récit de son voyage en Russie et par Jules Verne dans Michel Strogoff. 